# Peperomia herzogii
Peperomia herzogii är en pepparväxtart som beskrevs av C. Dc.. Peperomia herzogii ingår i släktet peperomior, och familjen pepparväxter. Inga underarter finns listade i Catalogue of Life.